# Comuna de Żmigród
Żmigród (polaco: Gmina Żmigród) é uma gminy (comuna) na Polónia, na voivodia de Baixa Silésia e no condado de Trzebnicki. A sede do condado é a cidade de Żmigród.
De acordo com os censos de 2007, a comuna tem 15 085 habitantes, com uma densidade 51,4 hab/km².

## Área
Estende-se por uma área de 292,14 km², incluindo:
- área agricola: 56%
- área florestal: 29%

## Demografia
Dados de 30 de Junho 2004:
|                      | Total   | Total | Mulheres | Mulheres | Homens  | Homens |
| -------------------- | ------- | ----- | -------- | -------- | ------- | ------ |
|                      | pessoas | %     | pessoas  | %        | pessoas | %      |
| População            | 15 059  | 100   | 7649     | 50,8     | 7410    | 49,2   |
| Densidade (pop./km²) | 51,5    | 100   | 26,2     | 26,2     | 25,4    | 25,4   |

De acordo com dados de 2002, o rendimento médio per capita ascendia a 1198,82 zł.

## Subdivisões
- Barkowo, Borek, Borzęcin, Bychowo, Chodlewo, Dębno, Dobrosławice, Garbce, Gatka, Grądzik, Kanclerzowice, Karnice, Kaszyce Milickie, Kędzie, Kliszkowice, Korzeńsko, Książęca Wieś, Laskowa, Łapczyce, Morzęcino, Niezgoda, Osiek, Powidzko, Przedkowice, Przywsie, Radziądz, Ruda Żmigrodzka, Sanie, Węglewo, Żmigródek.

## Comunas vizinhas
- Milicz, Prusice, Rawicz, Trzebnica, Wąsosz, Wińsko